# National Challenge Cup de 1977
A National Challenge Cup de 1977 foi a 64ª temporada da competição futebolística mais antiga dos Estados Unidos. San Francisco Italian Athletic Club entra na competição defendendo o título.
O campeão da competição foi o Maccabi Los Angeles, conquistando seu primeiro título, e o vice campeão foi o Philadelphia United German-Hungarians.

## Participantes
| Entram na Primeira Fase                                                         |
| - Croatian Rebels - Maccabi Los Angeles - Philadelphia United German-Hungarians |

## Premiação
| National Challenge Cup de 1978          |
| --------------------------------------- |
| Maccabi Los Angeles Campeão (3º título) |